# Engelbrektsmarschen
Engelbrektsmarschen är en svensk fosterländsk sång med text av August Blanche och musik av Jacob Niclas Ahlström. Den ingick ursprungligen i det historiska skådespelet Engelbrekt och hans dalkarlar av Blanche. 
Sången var förr mycket populär, som numera delvis har fallit i glömska. Marschen ingick i "Engelbrekt och hans dalkarlar" som handlade om allmogeledaren och rikshövitsmannen Engelbrekt Engelbrektsson (ca 1390-1436), som hyllades som nationalhjälte i Engelbrektsvisan från 1470-talet, vars sista åtta strofer bildar Biskop Thomas frihetssång. En verklig kult av frihetshjälten Engelbrekt uppstod sedan visan publicerats 1828. Som ett led i denna Englbrekts-kult uppfördes Blanches skådespel på Kungl Teatern 1846. Från detta skådespel är numera endast Engelbrektsmarschen känd. Texten "Tågom fram uti striden för fädernesland" är av Blanche. Höjdpunkten på den utdragna hyllningen av Engelbrekt inträffade på 1930-talet med minnesfester, framförallt ett stort Engelbrektsjubileum i Dalarna midsommardagen 1934 med högtidstal av kronprinsen.
Av gamla program och journalfilmer framgår att Engelbrektsmarschen förr var mycket vanlig vid nationella fester och manifestationer, men nu tycks ha förlorat sin ställning till förmån för tex  Marcia Carolus Rex. Under minnesfesterna vid riksdagens 500-årsjubileum 1935 förekom givetvis Engelbrektsmarschen, spelad av K 1:s musikkår vid riksdagens festmiddag på Grand Hotell den 28 maj mellan "Marcia Carolus Rex" och Stenhammars "Sverige". Då Engelbrektsstatyn vid Stockholms stadshus invigdes på Engelbrektsdagen den 27 april 1932 spelades bland annat Engelbrektsmarschen av Engelbrekts folkskolas gossorkester under H Isaksson. Marschens numera minskade förekomst kan möjligen hänga samman med försvinnandet av folkskolornas musikkårer på 1960-talet, vilka hade marschen i sin repertoar.
Melodin har även använts till flera andra sånger och visor. K.G. Ossiannilsson använde melodin till sin Ungdomsmarsch som skrevs 1903 och kom att användas flitigt inom Socialdemokratiska Ungdomsförbundet. Detta tills författaren blev nationalist och således lämnade Socialdemokraterna vilket resulterade att sången ströks ur tidens sångbok. Melodin har även använts till flera sånger inom den svenska nykterhetsrörelsen och i omskriven version av svenska nazister under andra världskriget.
Trots dess politiska användande belastades inte sången nämnvärt och förblev populär hos den breda allmänheten. Tecken på detta kan ses i att den antogs som Stockholms landstormsförbunds marsch, och sedan Hemvärnet kommit till 1940, fick den bilda melodi till Hemvärnssången ("För vårt hem, för vår bygd, för vårt fädernesland"). Sången har fått viss ökad popularitet bland Sverigedemokratiska kretsar där den ibland sjungs med sin originaltext. En version som spelats in är av det Sverigedemokratiskt sympatiserande bandet Ultima Thule.